# 야관문: 욕망의 꽃
"야관문: 욕망의 꽃"은 2013년에 개봉한 대한민국의 영화이다.
신성일이 마지막으로 출연한 작품이다.

## 캐스팅
- 신성일 : 종섭 역
- 배슬기 : 연화 역
- 유태웅 : 오 기자 역
- 김정균 : 형석 역
- 이희석 : 정환 역
- 정재진 : 서 교장 역
- 신철진 : 김 교장 역
- 정종렬 : 데스크 역
- 천신남 : 생선가게주인 역
- 이의수 : 과일가게주인 역
- 김봉수 : 약초상 역
- 이설구 : 건달 역
- 전일범 : 부장 역
- 김근수 : 사회자 역